# Condado de Pickens (Geórgia)
O Condado de Pickens é um dos 159 condados do Estado americano de Geórgia. A sede do condado é Jasper, e sua maior cidade é Jasper. O condado possui uma área de 603 km², uma população de 22 983 habitantes, e uma densidade populacional de 38 hab/km² (segundo o censo nacional de 2000). O condado foi fundado em 5 de dezembro de 1803.